# Funky Dory
Funky Dory — дебютный сольный альбом британской поп-певицы Рэйчел Стивенс, выпущен лейблом Polydor Records 29 сентября 2003 года в Великобритании. 16 июля 2004 года альбом был переиздан с добавлением трёх новых песен. За пределами Великобритании альбом особого успеха не имел. Название альбома — изменённое название альбома Дэвида Боуи Hunky Dory.

## Список композиций

### Оригинальное издание
1. «Sweet Dreams My LA Ex»
2. «Funky Dory»
3. «Fools»
4. «Breathe in, Breathe out»
5. «Glide»
6. «Heaven Has to Wait»
7. «Blue Afternoon»
8. «I Got the Money»
9. «Little Secret»
10. «Solid»
11. «Silk»
12. «Sweet Dreams My LA Ex» [Bimbo Jones Club Mix]

### Переиздание
1. «Some Girls»
2. «Sweet Dreams My LA Ex»
3. «Funky Dory» [Single mix]
4. «Fools»
5. «Breathe in, Breathe Out» [SWAT-Team version]
6. «Glide»
7. «Heaven Has to Wait»
8. «More More More»
9. «Blue Afternoon»
10. «I Got the Money»
11. «Little Secret»
12. «Solid»
13. «Silk»
14. «Some Girls» [Rhythm Masters Vocal Mix]